# Cunji
Cunji (egyszerűsített kínai írással: 遵义, pinjin: Zūnyì) prefektúra szintű város Kínában, Kujcsou tartományban. Lakosainak száma 6 606 675 fő (2020). A kínai polgárháború idején a tartomány területén fekvő Cunji városban tartották azt a konferenciát, ahol a Kínai Kommunista Párt vezetőjének Mao Ce-tungot választották meg.

## Népesség
| 2018 | 6 270 700 |
| 2020 | 6 606 675 |